# Choreti
Choreti es una localidad y un distrito del sur de Bolivia, perteneciente a la ciudad de Camiri en el municipio homónimo. Se ubica en la provincia de Cordillera en el departamento de Santa Cruz. Hace unos años, debido al crecimiento demográfico y su proximidad, se ha unido con la ciudad Camiri, ya que antes era un pueblo aparte.

## Historia
Durante la época de la colonización en los siglos XVI y XVII, expedicionarios españoles encontraron en la región de la Chiriguania, como se conocía el Chaco boliviano, campos de maíz, que demuestra el proceso de sedentarización en el que se encontraba el grupo indígena de los chiriguanos.
En 1800 se fundó la población y fuerte de San Miguel de Membiray a orillas del río Parapetí, siendo uno de los últimos fuertes construidos por el Imperio español dentro del territorio de los chiriguanos. Este fuerte fue construido durante la gestión del español Francisco de Biedma y Narváez, gobernador de la Intendencia de Cochabamba en la que se encontraba la región, y junto al fuerte de San Carlos de Saypurú, fueron los dos fuertes militares que se establecieron en la Cordillera chiriguana. En 1804 el sacerdote José Andrés de Salvatierra fue designado capellán de la guarnición militar en el pueblo recién fundado.
En 1805, el gobernador Francisco de Biedma pidió que se nombre un Gobernador para la Cordillera de los Chiriguanos, por lo cual se designó en 1807 como capitán de las tropas españolas para el pueblo de San Miguel de Membiray a José Miguel de Becerra.
Los años 1807 a 1809, el Cacique Cumbay realizó una serie de ataques contra colonos hacendados de la parte de El Ingre y del Gran Parapetí, haciendo tres intentos consecutivos para tomar el Fuerte de Membiray.

## Geografía
Choreti tiene un clima tropical, con una estación húmeda de seis meses de noviembre a abril y una estación seca de mayo a octubre. La temperatura media anual es de 22,9 °C, con 17 a 18 °C de junio a julio y más de 26 °C de noviembre a diciembre. La precipitación anual es de 875 mm, los meses más lluviosos son diciembre y enero con 175 mm y los meses más secos julio y agosto con solo 9 mm.

## Transporte
Choreti se ubica a 288 kilómetros por carretera al sur de Santa Cruz de la Sierra, capital del departamento del mismo nombre. Desde Santa Cruz, la ruta troncal pavimentada Ruta 9 corre hacia el sur por Cabezas, Abapó, Ipitá y Gutiérrez hasta el pueblo vecino de Camiri, y desde allí otros 258 kilómetros hacia el sur por Boyuibe y Villamontes hasta Yacuiba en la frontera con Argentina.